# Koviljsko-petrovaradinski rit
La réserve naturelle de Koviljsko-petrovaradinski rit (en serbe cyrillique : Специјални резерват природе Ковиљско-петроварадински рит), en français : la réserve des « marais de Kovilj-Petrovaradin », est une aire protégée située au nord de la Serbie, dans la province de Voïvodine (identifiant no RP 14). Depuis 2012, le site est inscrit sur la liste des sites Ramsar pour la conservation et l'utilisation durable des zones humides (site no 2028),. Il est également considéré comme une zone importante pour la conservation des oiseaux (ZICO no RS005).